# Boris Sergejewitsch Tokarew
Boris Sergejewitsch Tokarew (russisch Борис Сергеевич Токарев; * 16. Mai 1927 in Newinnomyssk; † 17. Dezember 2002) war ein sowjetischer Leichtathlet. Der 1,78 m große und 72 kg schwere Sprinter war international vor allem als Staffelläufer erfolgreich.
Bei den Olympischen Spielen 1952 in Helsinki wurde er in der 4-mal-100-Meter-Staffel als Startläufer der sowjetischen Mannschaft eingesetzt und gewann zusammen mit Lewan Kaljajew, Lewan Sanadse und Wladimir Sucharew die Silbermedaille hinter der US-amerikanischen und vor der ungarischen Mannschaft. Zwei Jahre später errang er bei den Leichtathletik-Europameisterschaften in Bern gemeinsam mit Wiktor Rjabow, Sanadse und Leonid Bartenew die Bronzemedaille in der Staffel. Es siegte die ungarische Stafette in der Aufstellung von Helsinki vor der britischen.
Beide Erfolge konnte Tokarew wiederholen. Bei den Olympischen Spielen 1956 in Melbourne, wo er zudem Fünfter im 200-Meter-Lauf wurde und im 100-Meter-Lauf die Halbfinalrunde erreichte, belegte er an zweiter Position laufend mit Bartenew, Juri Konowalow und Sucharew erneut den Silberrang hinter den US-Amerikanern. Bei den Leichtathletik-Europameisterschaften 1958 in Stockholm gewann er, nun wieder als Startläufer, zusammen mit Edwin Osolin, Konowalew und Bartenew eine weitere Bronzemedaille hinter den Mannschaften aus Deutschland und dem Vereinigten Königreich.